# Syrphoctonus nigricoxus
Syrphoctonus nigricoxus är en stekelart som beskrevs av Baltazar 1955. Syrphoctonus nigricoxus ingår i släktet Syrphoctonus och familjen brokparasitsteklar. Inga underarter finns listade i Catalogue of Life.